# Gymnochthebius jensenhaarupi
Gymnochthebius jensenhaarupi är en skalbaggsart som först beskrevs av Knisch 1924.  Gymnochthebius jensenhaarupi ingår i släktet Gymnochthebius och familjen vattenbrynsbaggar. Inga underarter finns listade i Catalogue of Life.